# Phaseolus acutifolius
Il fagiolo tepari o tepary (Phaseolus acutifolius A.Gray) è una pianta della famiglia delle Fabacee (o Leguminose), originaria delle zone aride del Nordamerica, apprezzata per la resistenza alla siccità. È più resistente alla siccità del fagiolo comune (Phaseolus vulgaris) e viene coltivato in condizioni desertiche e semidesertiche dall'Arizona al Messico fino alla Costa Rica. Il fabbisogno idrico è basso. La coltura cresce nelle aree in cui le precipitazioni annuali sono inferiori a 400 mm.

## Descrizione
Il fagiolo tepary è una pianta annuale e può essere rampicante, strisciante o eretta, con steli lunghi fino a 4 m. L'osservazione di un numero limitato di esemplari selvatici ha suggerito che i fiori coincidono con le piogge estive, apparendo per la prima volta a fine agosto, con i baccelli che maturano all'inizio della stagione secca autunnale, la maggior parte dei quali in ottobre.  I fagioli possono essere di quasi tutti i colori. Esistono numerose varietà autoctone locali. Le dimensioni dei fagioli variano, ma tendono ad essere piccoli. La maturazione avviene dopo 60-120 giorni dalla semina.

## Coltivazione
I fagioli tepary vengono coltivati dai nativi americani da migliaia di anni; sono stati ritrovati fagioli coltivati risalenti al 500 a.C. nella valle di Tehuacán in Messico. Sulla base di prove genetiche, sembra che i fagioli tepary siano stati addomesticati in un unico evento nel Messico settentrionale.
I fagioli tepary sono molto resistenti alla siccità: la germinazione richiede un terreno umido, ma le piante prosperano in condizioni asciutte una volta stabilizzate. Troppa acqua inibisce la produzione dei fagioli. Venivano coltivati con vari metodi, più comunemente dopo una pioggia sporadica nel deserto o dopo che le acque di un fiume o di un corso d'acqua effimero si erano ritirate. Il fagiolo tepary è relativamente esente da malattie, tranne in condizioni di elevata umidità.
Il Messico nordoccidentale è la principale area di produzione dei fagioli tepary. Il tepary viene coltivato anche in molti paesi dell'Africa, dell'Australia e dell'Asia.